# Palle Aarslev-Nielsen
Palle Aarslev-Nielsen (1. juni 1942 i Greve – 12. maj 2007 i Kerteminde) var en dansk radiovært, kanalchef (DR) og musikproducent.
Palle Aarslev var med til opbygning af musikradioen, P3 ved DR, han har haft flere chefstillinger i DR. Han var kendt for sine rockprogrammer og især som katalysator for den rytmiske musik.